# Stephanie Nolen
Stephanie Nolen (nascida em 3 de setembro de 1971) é uma escritora e jornalista canadense. É atual chefe de jornalismo para América Latina do jornal Globe and Mail. É sete vezes ganhadora do "Prêmio Canadense de Jornalismo" – National Newspaper Awards – por seu trabalho na África e na Índia. Por suas reportagens socialmente engajada, recebeu vários prêmios; seu livro sobre epidemia de AIDS na África, 28: Stories of AIDS in Africa, foi indicado para o Prêmio Literário do Governador Geral em 2007, e foi publicado em quinze países. É cofundadora do Museum of AIDS in Africa (lit. Museu de AIDS na África). Nolen reside no Rio de Janeiro, Brasil. Viveu na África por seis anos.

## Início da vida e educação
Nolen cresceu em Montreal e Ottawa. Formou-se em jornalismo pela Faculdade Universitária de King, em Halifax e, em seguida, obteve o grau de Mestre em desenvolvimento econômico na Escola de Economia de Londres. É fluente em francês, também exerce seu trabalho em português, árabe, espanhol e hindi.

## Carreira jornalística
Nolen era uma jornalista freelancer baseada em Jerusalém, de 1994 a 1997, e uma repórter investigativa da revista Maclean's, entre 1997 e 1998. Contribui como freelancer para diversas publicações, como Newsweek, The Independent e Ms. Magazine.
Sua carreira no Globe and Mail começou em 1993. Era repórter de Foco e Artes, de 2000 a 2003. Cobriu acontecimentos de grande repercussão mundial, como a invasão do Afeganistão e da queda dos Talibãs. Continuou este tema na cobertura da invasão do Iraque em 2003.
Em 2003, Nolan se tornou a chefe de gabinete da África pelo Globe and Mail, cargo que permaneceu de 2003 até 2008. Sua expedição tem sido focada relativamente às consequências da guerra e da instabilidade política em diversos lugares na África, particularmente a Ruanda, República Democrática do Congo, Sudão, Zimbábue e Uganda (especificamente o Exército de Resistência do Senhor). No entanto, o tema mais recorrente em sua cobertura foi a saúde, social e as consequências políticas da epidemia de AIDS na África.
Em cinco anos no sul da Ásia, Nolen relatou sobre a guerra civil do Sri Lanka, a luta do governo paquistanês com militantes islâmicos e crimes de guerra em Bangladesh, mas é melhor conhecida pelo seu trabalho em questões de gênero e de casta da Índia.

## Prêmios
National Newspaper Awards (Prêmio Canadense de Jornalismo)
- 2012 – Arte e entretenimento, para história de um astro do entretenimento adulto canadense em Bollywood.
- 2011 – Reportagem internacional de uma série de histórias, vídeos e mapas interativos, moças de perfil na parte inferior do sistema de castas da Índia, frequentando uma escola inovadora.
- 2011 – Arte e entretenimento, Nolen ganhou acesso ao conjunto secreto do livro Filhos da Meia-Noite (Midnight's Children) em Sri Lanka, onde a diretora Deepa Mehta – cujos filmes têm indignados fundamentalistas hindus na Índia – adaptou a mais célebre trabalho de Salman Rushdie.
- 2009 – Trabalho explicativo, para uma peça sobre o paradoxo de crianças recém-nascidas desnutridas da Índia.
- 2007 – Trabalho explicativo, por sua história sobre como as vacinas baratas, mosquiteiros e vitaminas estão salvando as vidas da crianças nos países em desenvolvimento.
- 2004 – Reportagem internacional, por sua história sobre Ruanda, dez anos depois que o país foi dilacerado por guerras genocidas.
- 2003 – Reportagem internacional, perfil de Stephen Lewis e sua campanha tenaz para ajudar a África com sua crise de AIDs.

## Vida pessoal
Nolan mora no Rio de Janeiro com seu companheiro e dois filhos.

## Publicações
- Shakespeare's Face: Unraveling the Legend and History of Shakespeare's Mysterious Portrait, 2001, Free Press, ISBN 978-0-7432-4932-4.
- Promised the Moon: The Untold Story of the First Women in the Space Race, 2004, Thunder's Mouth Press, ISBN 978-1-56858-319-8.
- 28: Stories of AIDS in Africa:
  - Edição pela Random House, 2007, ISBN 978-0-8027-1598-2.
  - Edição por Knopf Canada, 2007, ISBN 978-0-676-97822-3.
- "Out of India", Globe and Mail Ebooks, agosto de 2013